# Craig Robinson (né en 1961)
Craig Robinson, né le 27 décembre 1961 à East Orange aux États-Unis, est un joueur américain naturalisé belge de basket-ball. Il mesure 2,05 m.

## Université
- 1979-1983 :  Cavaliers de la Virginie (NCAA)[8]

## Clubs successifs
- 1983-1984 :  Porto Rico Coquis (CBA)
- 1984-1985 :  Jyvä Sklä (1er division)
- 1985-1986 :  BBC Nyon (1er division)
- 1986-1987 :  CEP Lorient (Nationale 1)[9]
- 1987-1988 :
- 1988-1989 :  Reims (N 1 B)[9]
- 1989-1990 :  Gand (Division 1)
- 1990-1991 :  Saint Brieuc (N1 B)[9]
- 1991-1992 :  Etzella Ettelbruck (1er division)
- 1992-1993 :
- 1993-1996 :  Ostende (Division 1)
- 1996-1997 :  Papagou (ESAKE)
- 1997-1998 :
- 1998-1999 :  Maroussi Athenes (ESAKE)
- 1999-2000 :  Cantu (Lega A)[5]
- 2000-2001 :  Chalon-sur-Saône (Pro A)[9],[5]

puis  Imola (Lega A)

## Palmarès
- Doublé Coupe / champion du Luxembourg en 1992
- Champion de Belgique en 1995